# Lenguas de Mónaco

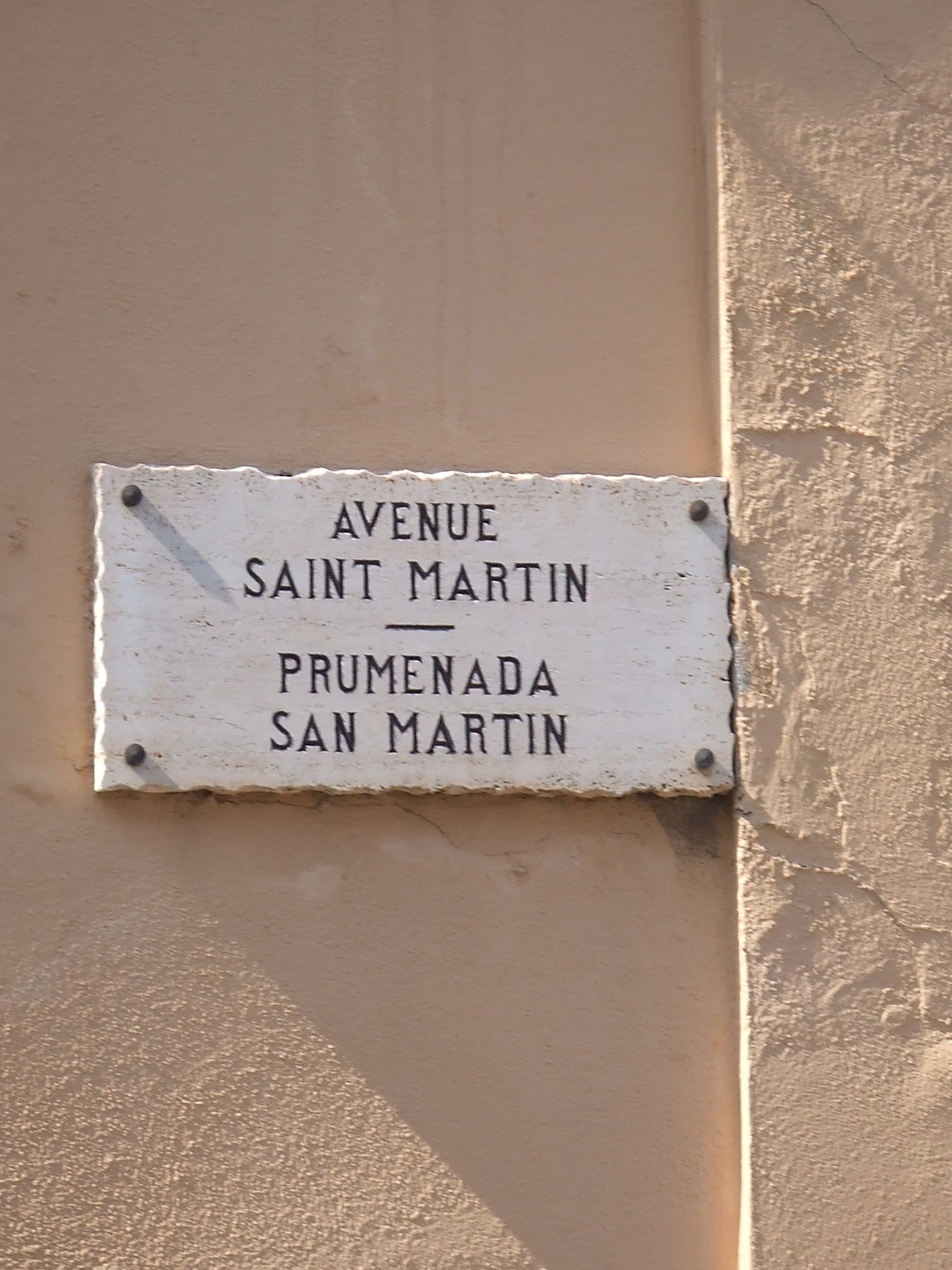
Señalización en una calle de Mónaco en francés y monegasco.

El idioma oficial de Mónaco es el francés, pero hay varias lenguas habladas, incluyendo el monegasco, el idioma nacional del pueblo monegasco.

## Francés
El francés es la lengua oficial única en Mónaco, a consecuencia del papel dominante que Francia ha tenido durante mucho tiempo sobre el microestado (véase los Tratados franco-monegascos).
Los franceses representan el 47% de la población, formando el mayor grupo de población (más grande que incluso ciudadanos monegascos) del Principado.

## Monegasco
El monegasco es el idioma nacional del pueblo monegasco (que representan sólo el 16% de la población total): se trata de un dialecto del ligur.
Debido a que los monegascos sólo son una minoría en Mónaco, el monegasco estuvo en peligro de desaparecer en la década de 1970. Pero la lengua se enseña en las escuelas, y su continuidad es considerada como segura. En la parte antigua de Mónaco, los letreros de las calles están marcados en monegasco, además de en francés.
En su coronación, Alberto II, príncipe de Mónaco, pronunció un discurso a su pueblo en monegasco. También puede ser hablado entre la policía por las radios o hasta incluso por personas extranjeras.

## Italiano
El italiano es también una lengua importante en Mónaco, debido a la cercanía de ese país y al hecho de que los ciudadanos italianos representan alrededor del 16% de la población total.
El italiano era el idioma oficial de Mónaco cuando era un protectorado del Reino de Cerdeña (1814 a 1861).

## Occitano
El occitano (o lenga d'Oc) también ha sido tradicionalmente hablada en Mónaco (sobre todo porque cubre un territorio más grande geográficamente), pero rara vez se utiliza hoy en día. El occitano es una lengua local de Mónaco.

## Otras
También existe una pequeña comunidad que habla inglés en Mónaco, y tiene relativa importancia por el turismo.
Además como alrededor de 125 nacionalidades componen la población de Mónaco, una gran variedad de lenguas son habladas por el 21% de la población que no es francés, italiano o monegasco.